# Haiti na Letnich Igrzyskach Olimpijskich 1900
Haiti na Letnich Igrzyskach Olimpijskich 1900 w Paryżu było reprezentowane przez dwóch szermierzy, jednak występ reprezentacji nie jest uznawany przez Międzynarodowy Komitet Olimpijski.

## Wyniki

### Szermierka
| Konkurencja      | Miejsce   | Zawodnik           | Eliminacje                                    | Eliminacje                 | Ćwierćfinał     | Ćwierćfinał    | Repasaż         | Repasaż        | Półfinał        | Półfinał      | Finał           | Finał         |
| Konkurencja      | Miejsce   | Zawodnik           | Przeciwnik(-cy)                               | Wynik                      | Przeciwnik(-cy) | Wynik          | Przeciwnik(-cy) | Wynik          | Przeciwnik(-cy) | Wynik         | Przeciwnik(-cy) | Wynik         |
| ---------------- | --------- | ------------------ | --------------------------------------------- | -------------------------- | --------------- | -------------- | --------------- | -------------- | --------------- | ------------- | --------------- | ------------- |
| Floret amatorzy  | 35. – 54. | André Corvington   | Fouchier                                      | Eliminacja decyzją sędziów | nie awansował   | nie awansował  | nie awansował   | nie awansował  | nie awansował   | nie awansował | nie awansował   | nie awansował |
| Floret zawodowcy | 44. – 60. | Charles Thiércelin | nieznany                                      | Eliminacja decyzją sędziów | nie awansował   | nie awansował  | nie awansował   | nie awansował  | nie awansował   | nie awansował | nie awansował   | nie awansował |
| Szpada zawodowcy | 19. – 54. | Charles Thiércelin | Georges Jourda Jeanvoix Bormel Roquais Surzet | 3. – 6.                    | nie rozgrywano  | nie rozgrywano | nie rozgrywano  | nie rozgrywano | nie awansował   | nie awansował | nie awansował   | nie awansował |